# Emel Sayın
Emel Sayın (Şarkışla, 20 november 1945) is een Turks zangeres en actrice. Ze staat bekend om haar bijdragen aan de films Gülizar (1972), Acı Hatıralar (1977) en Mavi Boncuk (1975).

## Levensloop

### Jeugd
Sayın werd op 20 november 1945 in het district Şarkışla in de provincie Sivas geboren. Haar vader was een etnische Albanees uit Skopje, terwijl haar moeder uit Mardin kwam. Haar ouders verhuisden vaak, waardoor ze haar lagere school in verschillende steden volgde, waaronder Kayseri, Konya en Edirne. 
Na drie jaar in het "Stedelijk Conservatorium van Istanboel" (İstanbul Üniversitesi Devlet Konservatuarı) te hebben gezeten, kwam ze in 1962 voor het eerst in Ankara op het podium. Van 1963 tot 1970 was ze een zangeres voor de Türkiye Radyo-Televizyon Kurumu (TRT). Daarna verhuisde ze naar Istanboel om voor een groter publiek te zingen. Later begon ze te spelen in een aantal bioscoop- en televisiefilms.
Vóór de Iraanse Revolutie (1978) was ze ook aanwezig in de Iraanse cinema, waar ze als actrice en zangeres te zien was.

### Privé
Emel Sayın trouwde drie keer. Haar eerste huwelijk was met İsmet Kasapoğlu in 1966. Het paar scheidde in 1975, maar hertrouwde weer een jaar later. Hun huwelijk eindigde in 1979. Van juni 1979 tot september 1981 was ze getrouwd met Selçuk Aslan. Haar derde en laatste echtgenoot was David Younnes, met wie ze in 1986 trouwde en in 1999 scheidde.

## Discografie
Albums
- 1970: Askin Kanunu
- 1971: Sus Sus Sus
- 1971: Gel Gel Gel
- 1971: Doyamadım Sana
- 1972: Son On Yılın En Sevilen On Şarkısı
- 1975: Emel Sayın 73
- 1975: Emel Sayın 74
- 1975: Emel Sayın 75
- 1975: Emel'in Dünyası
- 1976: Emel Sayın 76
- 1977: Emel Sayın (İran)
- 1978: Sensiz Olmuyor
- 1979: Rüzgar
- 1980: Emel'in Seçtikleri
- 1982: Bir Şarkıdır Yalnızlığım
- 1985: Sevgiler Yağsın
- 1986: Sevgisiz Yaşayamam
- 1988: Sevdalılar
- 1989: Kanımda Kıvılcım
- 1990: Üzüldüğün Şeye Bak
- 1991: İstanbul Şarkıları
- 1992: Gücendim Sana
- 1993: El Bebek Gül Bebek
- 1997: Başroldeyim
- 2000: Ah Bu Şarkılar
- 2000: Dinle 2001
- 2006: Emel Sayın Münir Nurettin Söylüyor

Singles
- 2009: "Haylazım"
- 2011: "Mavi Boncuk"
- 2013: "Hep Bana"

## Filmografie
| Jaar | Productie      | Rol        |
| ---- | -------------- | ---------- |
| 1970 | Şampiyon       | Emel Sayın |
| 1970 | Eyvah          |            |
| 1971 | Makber         |            |
| 1971 | Hicran         |            |
| 1971 | Feride         | Feride     |
| 1972 | Süreyya        | Süreyya    |
| 1972 | Gülüzar        | Pervin     |
| 1972 | Feryat         |            |
| 1973 | Yalancı Yarim  | Alev       |
| 1973 | Düşman         | Helga      |
| 1974 | Mavi Boncuk    | Emel Sayın |
| 1974 | Hasret         | Alev Sayın |
| 1976 | Çam Sakızı     |            |
| 1977 | Acı Hatıralar  | Emel       |
| 1980 | Rüzgar         | Emel       |
| 2008 | Aşkım Aşkım    |            |
| 2007 | Beyaz Melek    | Emel Sayın |
| 2009 | Karınca Yuvası |            |
| 2008 | Avrupa Yakası  | Gastrol    |
| 2013 | Düğün Dernek   | Gastrol    |